# ENHYPEN
Az Enhypen (hangul: 엔하이픈) egy dél-koreai fiúbanda, amely 2020-ban jött létre a Belift Lab közreműködésével, az I-Land túlélőshow során. Hét tagja van: Heeseung, Jay, Jake, Sunghoon, Sunoo, Jungwon és Ni-Ki. 2020. november 30-án debütáltak Border: Day One középlemezükkel.

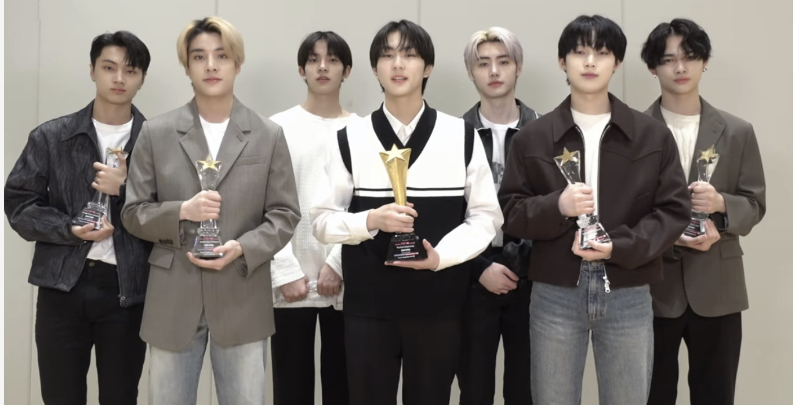

## Megalakulás
2019 márciusában a Belift Lab bejelentette, hogy 2020-ban egy új banda fog debütálni náluk, amelynek tagjait az I-Land túlélőshow során fogják kiválasztani. Már márciusban megkezdődtek a meghallgatások Szöulban, az Egyesült Államokban, Tajvanban és Japánban. A show-ban végül 23 trainee vett részt, voltak, akik eredetileg a Belifthez jelentkeztek, mások viszont a Big Hit Musictól jöttek. A show-t az Mnet sugározta június 26-tól szeptember 18-ig. A show utolsó epizódjában választották ki a végső hét tagot, hatot közülük globális rangsorolás, egyet pedig a producer választása alapján.

## Tagok
- Heeseung (희승)
- Jay (제이)
- Jake (제이크)
- Sunghoon (성훈)
- Sunoo (선우)
- Jungwon (정원) – vezető
- Ni-Ki (니키)